# Cahora Bassa
Cahora Bassa eller Cabora Bassa är ett vattenfall i  Zambezifloden i Moçambique med Afrikas största vattenkraftverk och en fördämning som bildar en konstgjord sjö som sträcker sig 270 kilometer uppför floden till Zimbabwe.
Anläggningen stod klar 1975. Den byggdes av  portugiserna för att försörja Moçambique och Sydafrika med elkraft och drivs av Hidroeléctrica de Cahora Bassa som ägs av Moçambiques regering och Portugal. Den har en installerad kapacitet på 2075 MW och producerar el till Moçambique, Sydafrika, Zimbabwe och Botswana.